# Toscanello Velluto
Il Toscanello Velluto è un tipo di sigaro Toscano, realizzato presso la manifattura di Cava de' Tirreni. Il formato è quello del Toscanello, a tronco di cono, e corrispondente a metà Toscano.
Presente sul mercato dal 2016, per i tenui aromi che lo caratterizzano è un prodotto rivolto ai neofiti. È inoltre l'unico Toscanello venduto in confezione da 3 pezzi.

## Caratteristiche
- Manifattura di produzione: Cava de' Tirreni
- Tempo di maturazione e stagionatura: breve
- Fascia: Kentucky nazionale
- Ripieno: Kentucky nazionale e di importazione
- Aspetto: marrone scuro
- Fabbricazione: non dichiarata
- Lunghezza: 81/85 mm
- Densità: variabile
- Anno di uscita: 2016
- Disponibilità: in produzione
- Fascetta: assente.